# Koniarska planina

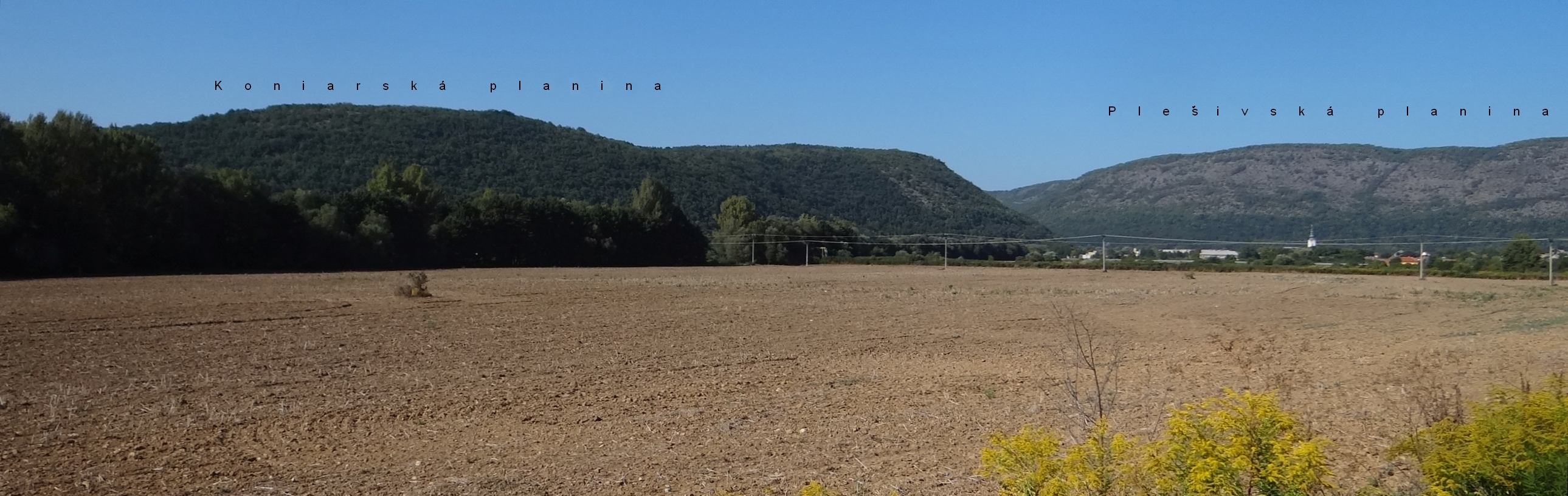
Jelšavský kras, Plešivská planina i dolina rzeki Slana

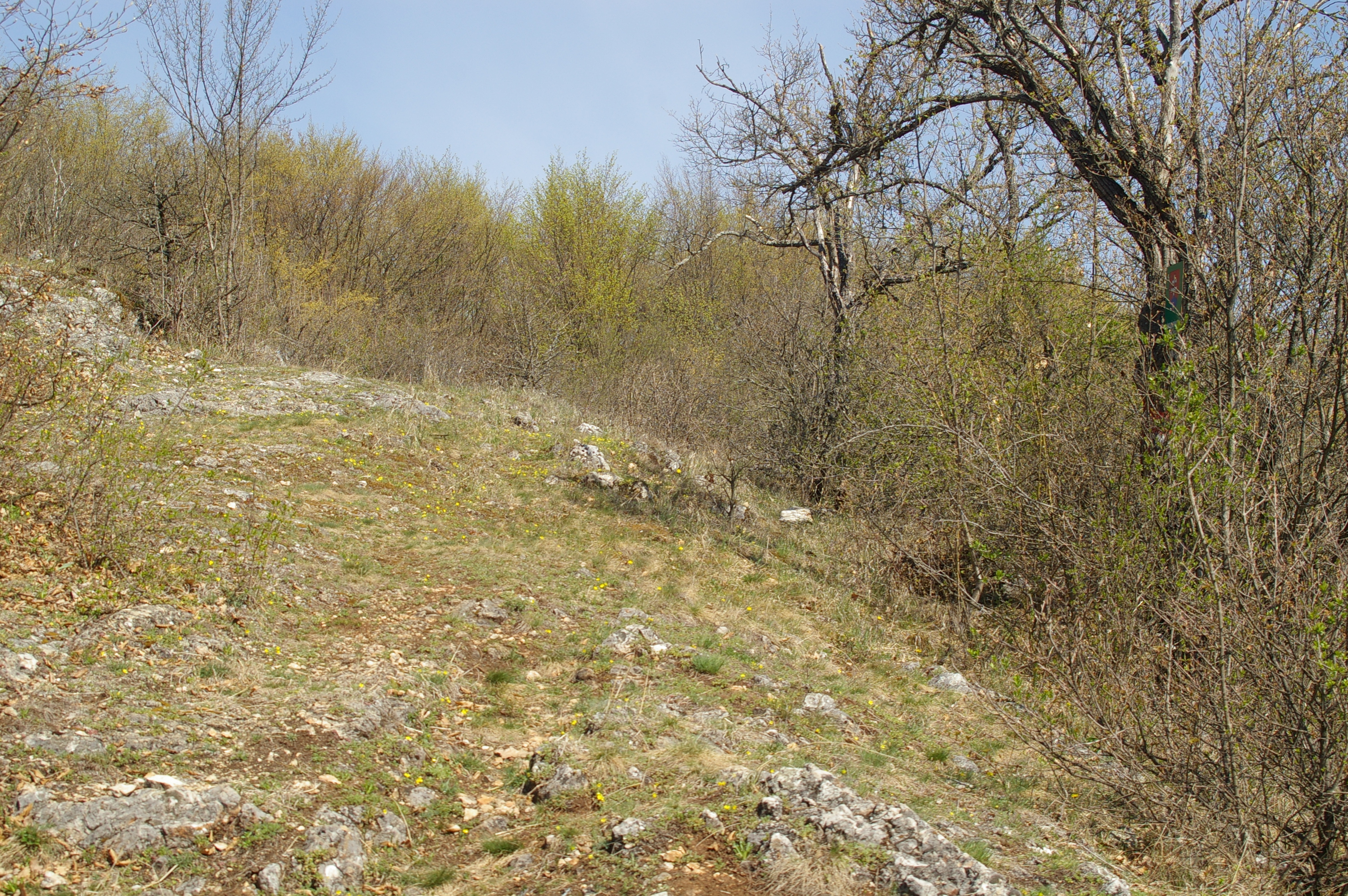
Krajobraz płaskowyżu

Koniarska planina – płaskowyż w Krasie Słowackim. Jest jednym z kilku płaskowyży (po słowacku zwanych planinami). Ciągnie się od doliny Lovnickiego Potoku (Lovnický potok) i przełęczy Hrádok w kierunku południowo-wschodnim do doliny rzeki Slana w miejscowości Plešivec. Jego obramowanie zachodnie tworzy rzeka Muráň, wschodnie rzeka Slana.
Najwyższy szczyt płaskowyżu to znajdująca się na północy Stara hora (663 m). Na płaskowyżu wyróżnia się ponadto liczne, mało wybitne wzniesienia: Stráň (513 m), Striebornik (556 m), Veterník (610 m), Pipíš (594 m), Veľký Karaslov (466 m), Záseky (517 m), Bartov vrch (361 m), Skalný vrch (361 m), Viničník (342 m), Slaný vrch (429 m), Hrád (430 m), Hôrka (359 m). Nazwa płaskowyżu pochodzi od znajdującego się w jego południowej części wzniesienia Koniar (491 m).
Koniarska planina ma powierzchnię około 50 km² i zbudowana jest ze skał wapiennych. Jej wierzchowinę i stoki porasta las bukowy. Zjawiska krasowe są tutaj słabiej rozwinięte, niż na pozostałych płaskowyżach Krasu Słowackiego, jednak i tu znajdziemy ich duży wybór. Najliczniej reprezentowane są zapadliska i leje krasowe. Podczas pierwszego dokładnego mapowania geomorfologicznego płaskowyżu, przeprowadzonego w 1961 r., A. Kemény wykazał istnienie ok. 300 takich obiektów. Najczęściej mają one formy lejkowato-misowate, z płaskim dnem i pokryciem z cienkiego płaszcza zwietrzelinowego oraz średnice od 50 do 200 m i głębokości 5 - 15 m.
Najdłuższą jaskinią jest Jaskinia Gemerskoteplicka o łącznej długości korytarzy 666 m.
Część południowa płaskowyżu wchodzi w skład Parku Narodowego Kras Słowacki, część północna w większości znajduje się w otulinie tego parku. Przez płaskowyż poprowadzono znakowany szlak turystyczny. Na całej trasie tego szlaku (ok. 21 km) nie ma żadnych osiedli ludzkich, brak też zaplecza turystycznego.

## Szlak turystyczny
Plešivec – Koniarska planina – Hrádok (przełęcz). Odległość 21 km, suma podejść 965 m, suma zejść 575 m, czas przejścia: 5.55 h